# Lutotín
Lutotín je severozápadní část obce Bílovice-Lutotín v okrese Prostějov. V roce 2009 zde bylo evidováno 77 adres. V roce 2001 zde trvale žilo 163 obyvatel.
Lutotín je také název katastrálního území o rozloze 1,6 km2.
Lutotínem prochází železniční trať Prostějov - Kostelec na Hané - Konice - Chornice a je zde železniční zastávka Lutotín.

## Historie
První písemná zmínka o obci pochází z roku 1131.

## Obyvatelstvo

### Struktura
Vývoj počtu obyvatel za celou obec i za jeho jednotlivé části uvádí tabulka níže, ve které se zobrazuje i příslušnost jednotlivých částí k obci či následné odtržení.
| Místní části   | Místní části | 1869 | 1880 | 1890 | 1900 | 1910 | 1921 | 1930 | 1950 | 1961 | 1970 | 1980 | 1991 | 2001 | 2011 |
| -------------- | ------------ | ---- | ---- | ---- | ---- | ---- | ---- | ---- | ---- | ---- | ---- | ---- | ---- | ---- | ---- |
| Počet obyvatel | část Lutotín | 248  | 288  | 298  | 290  | 251  | 270  | 261  | 227  | 222  | 204  | 171  | 146  | 163  | 176  |
| Počet domů     | část Lutotín | 45   | 46   | 50   | 51   | 54   | 54   | 56   | 64   | 0    | 60   | 55   | 64   | 67   | 69   |

## Pamětihodnosti
- Kaple svaté Anny
- Kaplička Panny Marie

## Osobnosti
- PhDr. Antonín Pírek (narozen v Lutotíně v č.p. 17 v roce 1879, zemřel v Ostravě-Zábřehu v roce 1948). Byl osobním sekretářem a nejlepším společníkem básníka Petra Bezruče na Hané, pedagogem v Uherském Brodě a Prostějově. Bezruč Pírkovi přezdívá „Hanácký slimák“ nebo také „učený Anton“.

## Fotogalerie

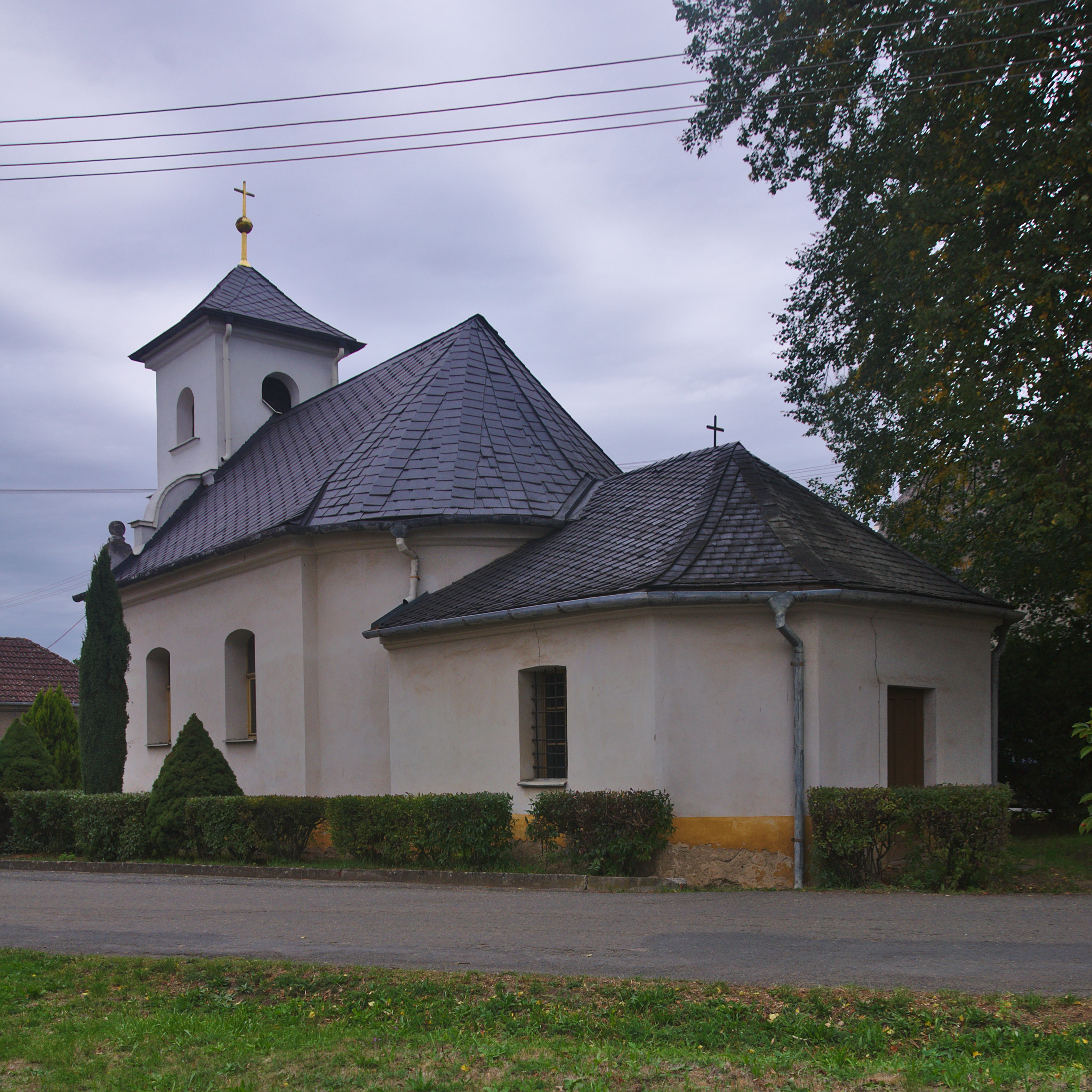
Kaple svaté Anny
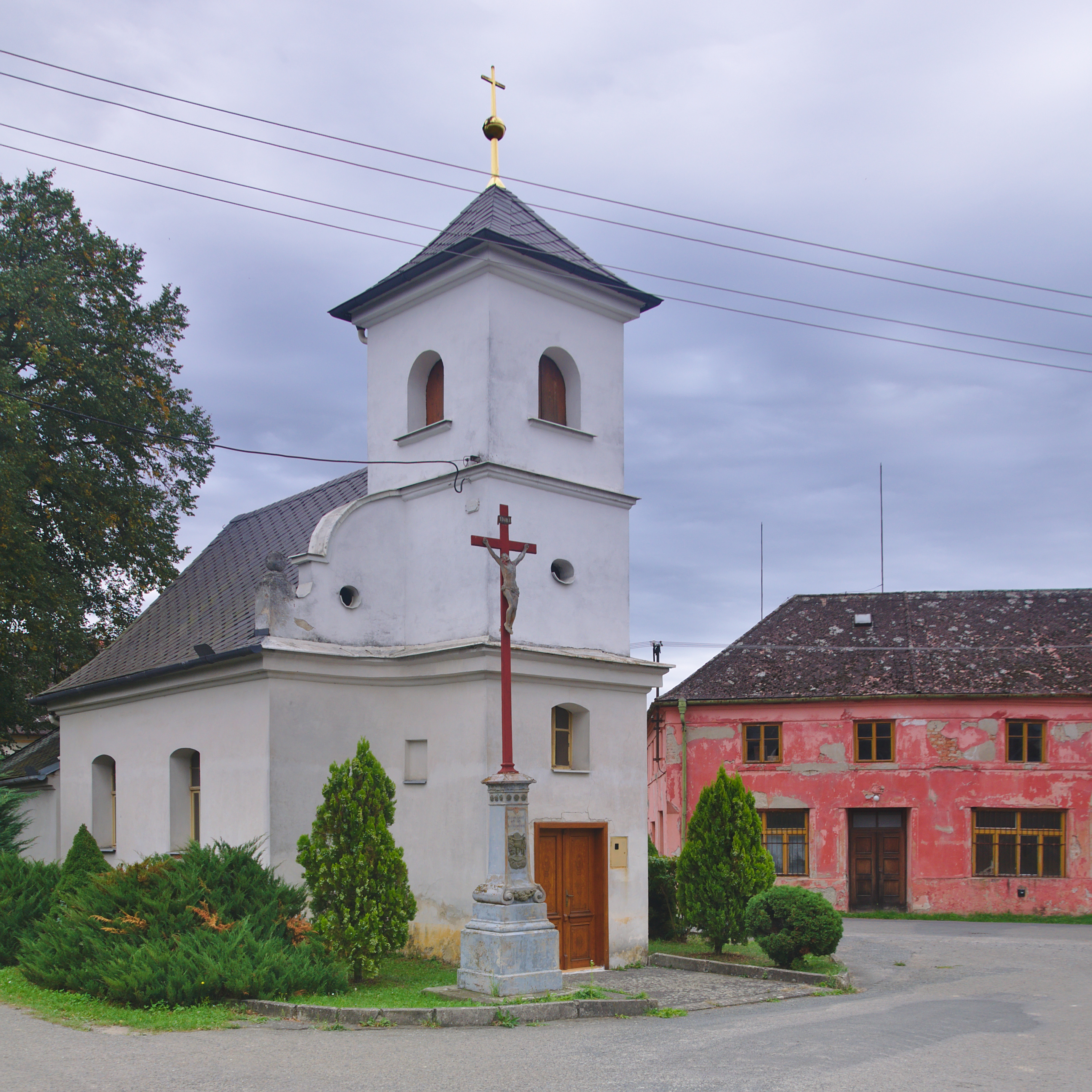
Kaple svaté Anny - čelní pohled
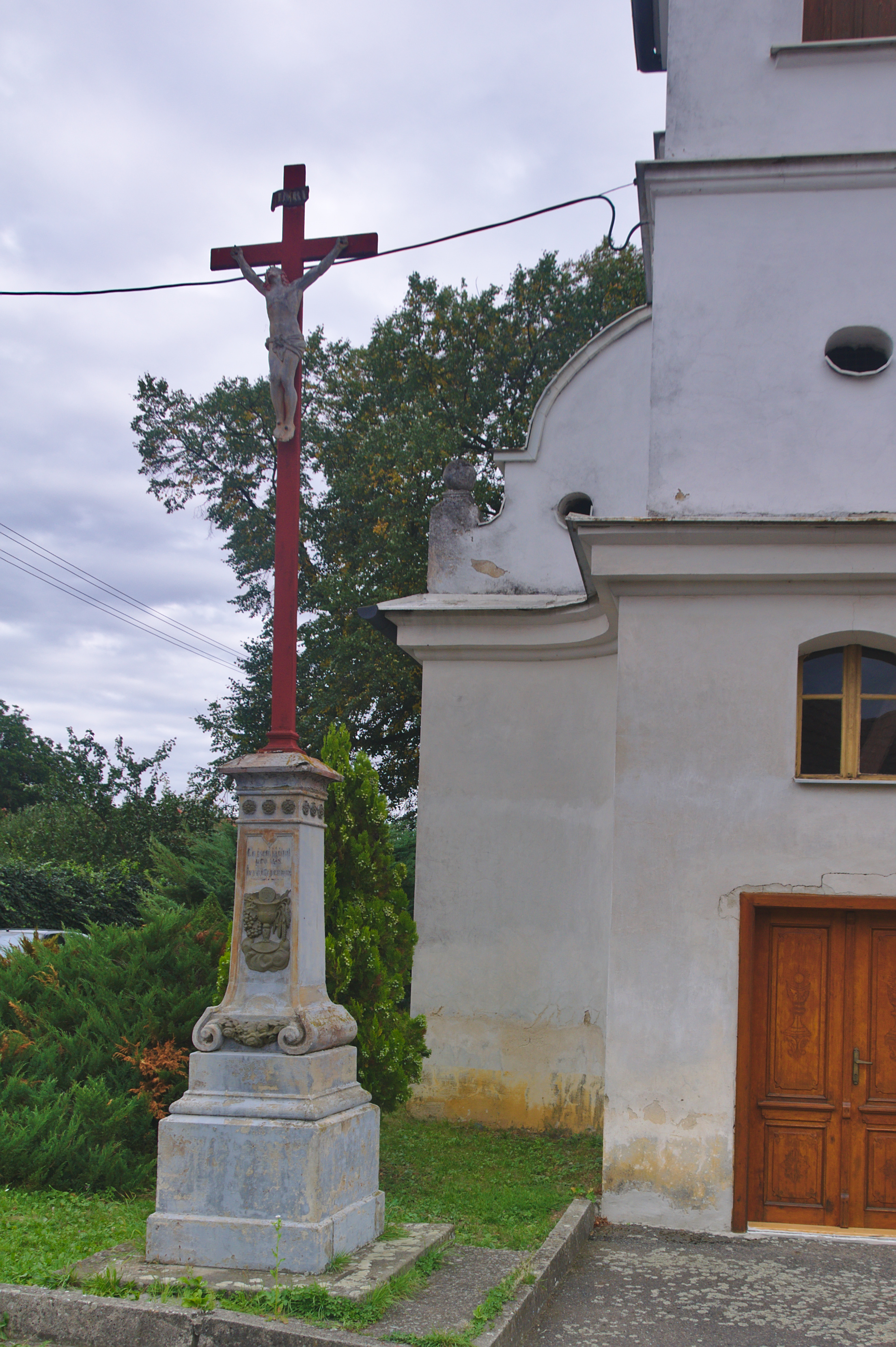
Kříž před kaplí
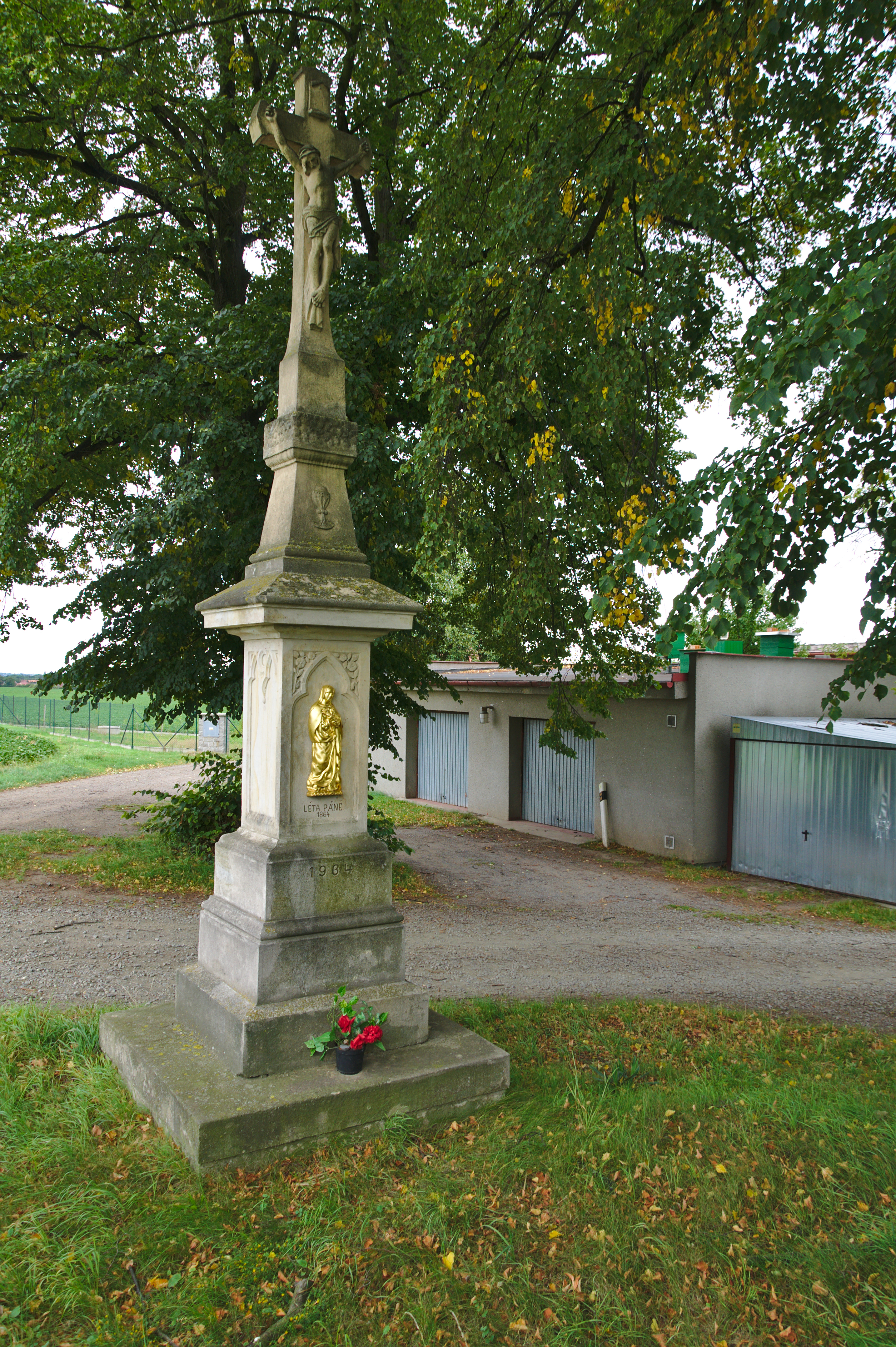
Kříž u silnice v severní části obce
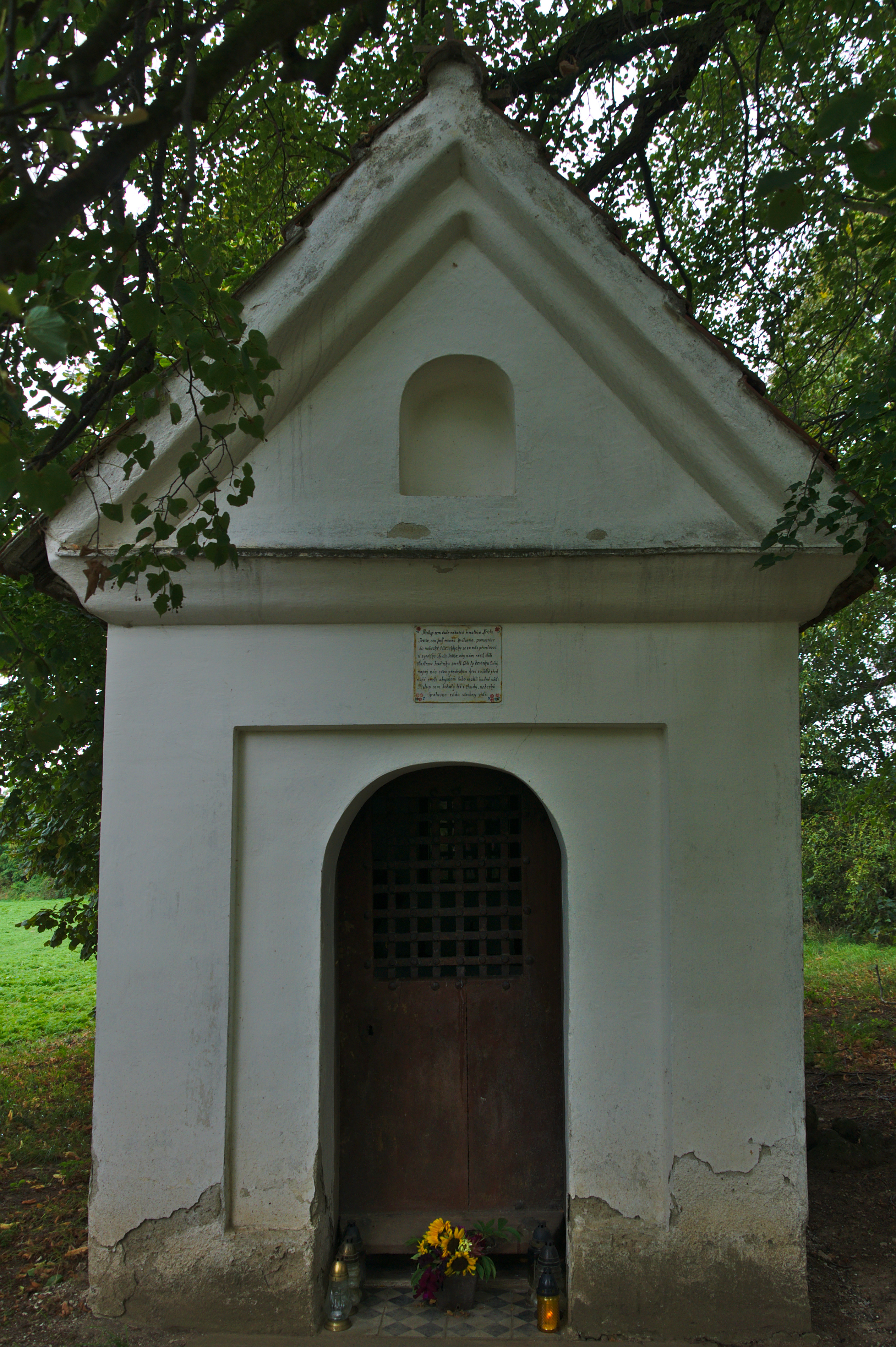
Kaple Panny Marie
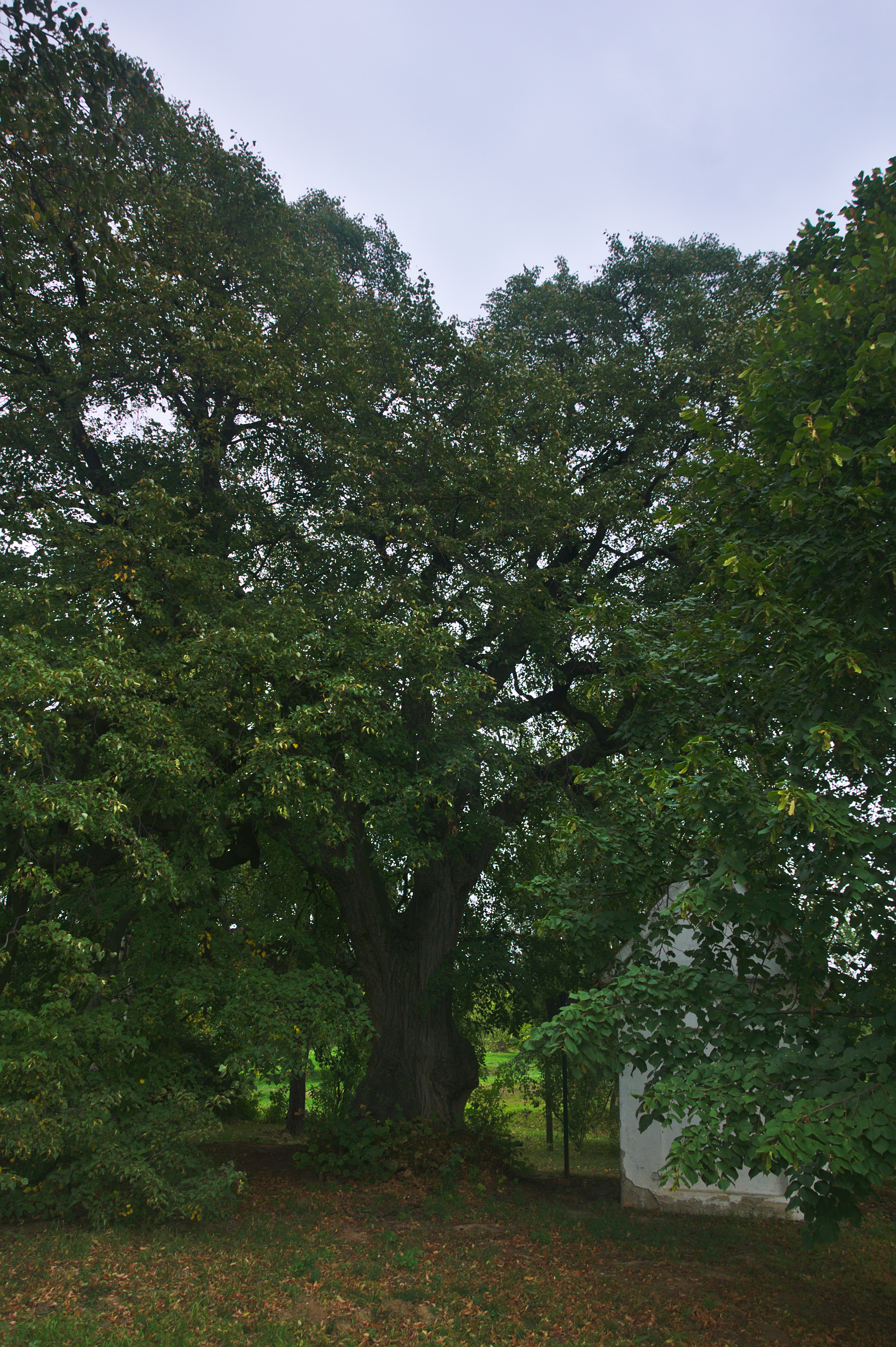
Lutotínská lípa
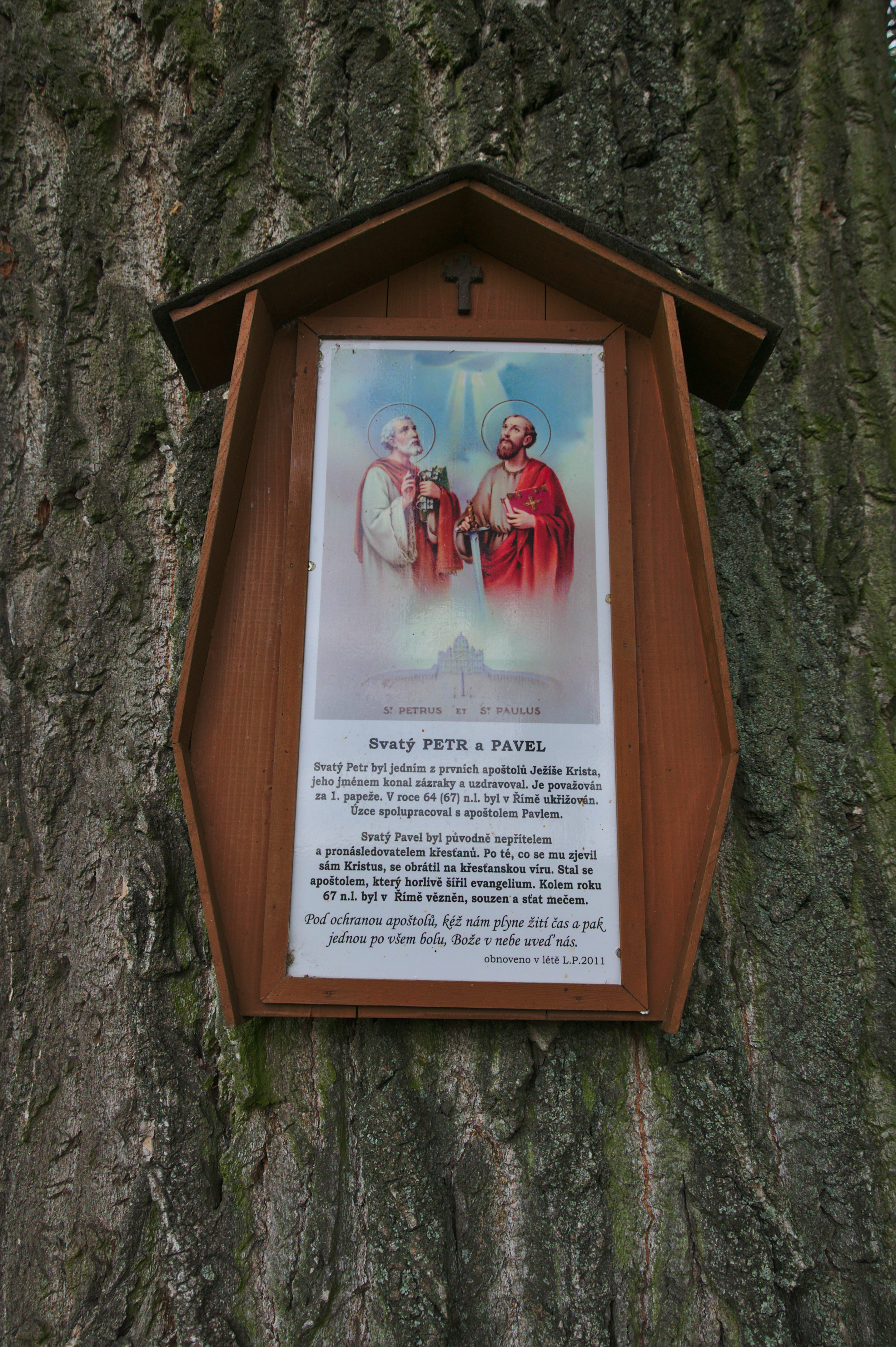
Svatý obrázek na stromě u odbočky ze silnice Lutotín - Stařechovice